# Port lotniczy Tarnopol
Port lotniczy Tarnopol (ukr. Міжнародний аеропорт «Тернопіль», ang. Ternopil Airport, kod IATA: TNL, kod ICAO: UKLT) – międzynarodowe lotnisko w Tarnopolu, na Ukrainie. Obecnie nie działa.